# 빅 비트

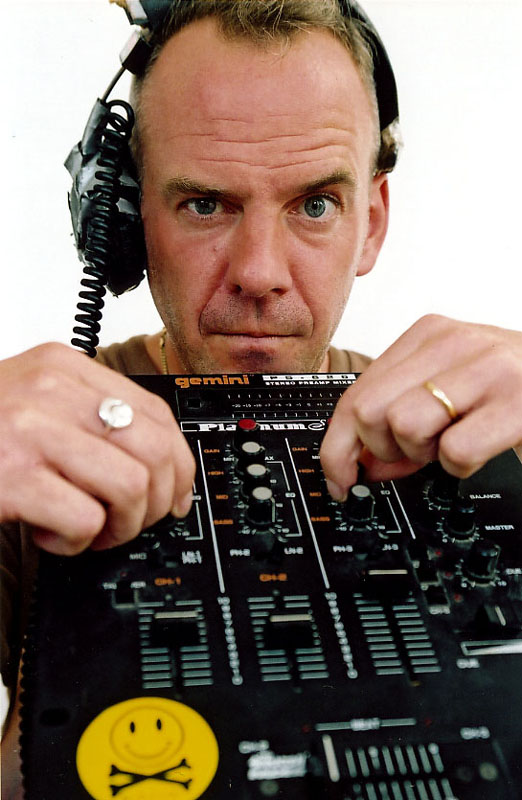

빅 비트(Big beat)는 음악 장르의 일종이다.